# Jan van Brouchoven
Jan van Brouchoven, Graf von Bergeyck (* 9. Oktober 1644 in Antwerpen; † 21. Mai 1725 in Mechelen) war ein Staatsmann  der Spanischen Niederlande und des Königreichs Spanien. Er bemühte sich um Reformen von Staatsverwaltung und Finanzwesen.

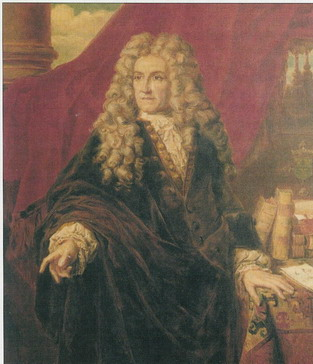
Jan van Brouchoven

## Leben
Sein Vater Jan-Baptist van Brouchoven war im diplomatischen Dienst und heiratete Hélène Fourment, die Witwe von Peter Paul Rubens. Später wurde er zum ersten Graf von Bergeyck erhoben. 
Der Sohn trat in den Staatsdienst der Spanischen Niederlande ein und bewährte sich als Finanzfachmann. Er war Mitglied im Finanzrat und im Staatsrat. Zur Zeit der Statthalterschaft von Maximillian II. Emanuel von Bayern wurde er dessen rechte Hand. In Spanien galt er als zu unabhängig. Als es zu finanziellen Problemen kam, wurde er 1700 als Chef der Finanzverwaltung abgesetzt.
Unter der Herrschaft des Bourbonenkönigs Philipp V. gewann er erneut an Einfluss. Er stieg zum faktischen Statthalter in Brüssel auf, reformierte die Verwaltung tiefgreifend und reorganisierte das Finanzwesen. Durch die Erfolge der Alliierten im Spanischen Erbfolgekrieg musste er 1706 erst nach Mons und 1709 nach Namur ausweichen. Dort spielte er nur noch eine wenig bedeutende Rolle. Nachdem die Alliierten 1706 die Oberhand gewonnen hatten, machten sie die meisten seiner Reformen rückgängig.
Während der Verhandlungen von 1709 diente er Philipp V. als Verhandlungsführer in Paris. Im Jahr 1711 wurde er in die spanische Regierung berufen und betrieb auch in Spanien Reformen der Staatsfinanzen. Diese Bemühungen wurden unterbrochen, weil er spanischer Gesandter für den Friedenskongress in Utrecht wurde. Nach seiner Rückkehr musste er feststellen, dass seine Reformen blockiert wurden. Er verließ 1714 die spanischen Dienste und ging zurück in die nun Österreichischen Niederlande.